# Striscia la Compilation
Striscia La Compilation è una serie di compilation di canzoni usate nel programma televisivo Striscia la notizia pubblicate dal 1999 al 2018.
Ogni disco contiene tutte le canzoni ballate dalle veline durante i loro stacchetti nelle puntate del suddetto programma. Le canzoni presenti sono di artisti vari e di tendenza nella stagione televisiva relativa alla pubblicazione di ciascun disco.
Come bonus track hanno le sigle finali della trasmissione cantate dal Gabibbo che variano di anno in anno.

## Curiosità
Il disco Veline - Striscia la Compilation, pubblicato nel 2008, ha la particolarità di contenere due dischi: il primo è la solita raccolta delle canzoni ballate dalle veline di Striscia la notizia durante i loro stacchetti; il secondo, più interessante per gli appassionati, è una raccolta delle sigle storiche del suddetto programma cantate dal Gabibbo, che vanno dal 1990 al 2007.

## Sigle e autori[1]
- Ti spacco la faccia (Testo: Brick, Lorenzo Beccati, Max Greggio, Gennaro Ventimiglia/Compositori: Silvio Melloni, Mario Natale, Roberto Turatti)
- Ma sei scemo (Testo: Brick, Lorenzo Beccati, Max Greggio, Gennaro Ventimiglia/Compositori: Silvio Melloni, Mario Natale, Maurizio Rossi, Roberto Turatti)
- My name is Gabibbo (Testo: Brick, Lorenzo Beccati, Max Greggio, Gennaro Ventimiglia/Compositori: Silvio Melloni, Mario Natale, Roberto Turatti)
- Gnam gnam (Testo: Brick, Lorenzo Beccati, Max Greggio, Gennaro Ventimiglia/Compositori: Silvio Melloni, Mario Natale, Roberto Turatti)
- Le tasse (Testo: Brick, Lorenzo Beccati, Max Greggio, Gennaro Ventimiglia/Compositori: Mario Natale, Roberto Turatti)
- Hai capito cocorito (Testo: Brick, Lorenzo Beccati, Max Greggio, Gennaro Ventimiglia/Compositori: Mario Natale, Roberto Turatti)
- La rumenta (Testo: Brick, Lorenzo Beccati, Max Greggio, Gennaro Ventimiglia/Compositori: Massimo Giovanni Longhi, Roberto Turatti)
- Un attimino (Testo: Brick, Lorenzo Beccati, Max Greggio, Gennaro Ventimiglia/Compositori: Massimo Giovanni Longhi, Roberto Turatti)
- Fu Fu dance (Testo: Brick, Lorenzo Beccati, Max Greggio, Gennaro Ventimiglia/Compositori: Massimo Giovanni Longhi, Roberto Turatti)
- Ali ncontrario (Testo: Brick, Lorenzo Beccati, Max Greggio, Gennaro Ventimiglia/Compositori: Maurizio Capaldi)
- Viscido (Testo: Brick, Lorenzo Beccati, Max Greggio, Gennaro Ventimiglia/Compositori: Maurizio Capaldi)
- Caramelle (Testo: Lorenzo Beccati, Max Greggio/Compositori: Brick, Gennaro Ventimiglia)
- Fritto misto (Testo: Lorenzo Beccati, Max Greggio/Compositori: Brick, Gennaro Ventimiglia)
- I nostri (Testo: Lorenzo Beccati, Max Greggio/Compositori: Brick, Gennaro Ventimiglia)
- Puzzoni (Testo: Lorenzo Beccati, Max Greggio/Compositori: Brick, Gennaro Ventimiglia)
- Formaggi selvaggi (Testo: Lorenzo Beccati, Max Greggio/Compositori: Brick, Gennaro Ventimiglia)
- Euregghe (Testo: Lorenzo Beccati, Max Greggio/Compositori: Brick, Gennaro Ventimiglia)
- Bimba bum (Testo: Brick, Lorenzo Beccati/Compositori: Silvio Melloni, Roberto Turatti, Gino Zandona)
- Specchietti (Testo: Lorenzo Beccati, Max Greggio/Compositori: Brick, Gennaro Ventimiglia)
- Sirenone (Testo: Lorenzo Beccati, Max Greggio/Compositori: Brick, Gennaro Ventimiglia)
- Suda (Testo: Brick, Lorenzo Beccati/Compositori: Silvio Melloni, Roberto Turatti, Gino Zandona)
- Menti brulicanti (Testo: Lorenzo Beccati, Max Greggio/Compositori: Brick, Gennaro Ventimiglia)
- Le Cozze (Testo: Lorenzo Beccati, Max Greggio/Compositori: Brick, Gennaro Ventimiglia)
- Mazzachere (Testo: Lorenzo Beccati, Massimo Greggio/Compositori: Brick, Gennaro Ventimiglia)
- La tribù (Testo: Lorenzo Beccati, Massimo Greggio/Compositori: Brick, Gennaro Ventimiglia)
- Grembiulino e vai! (Testo: Lorenzo Beccati, Massimo Greggio/Compositori: Brick, Gennaro Ventimiglia)
- Veleno e Veline (Testo: Lorenzo Beccati, Massimo Greggio/Compositori: Brick, Gennaro Ventimiglia)
- Pissi pissi (Testo: Lorenzo Beccati, Massimo Greggio/Compositori: Brick, Gennaro Ventimiglia)
- Cavolini di Bruxelles (Testo: Lorenzo Beccati, Massimo Greggio/Compositori: Brick, Gennaro Ventimiglia)
- Tecnomania (Testo: Lorenzo Beccati, Massimo Greggio/Compositori: Brick, Gennaro Ventimiglia)
- La ripresa (Testo: Lorenzo Beccati, Massimo Greggio/Compositori: Brick, Gennaro Ventimiglia)
- Selfame mucho (Testo: Lorenzo Beccati, Massimo Greggio/Compositori: Brick, Gennaro Ventimiglia)
- Tuttomio! (Testo: Lorenzo Beccati, Massimo Greggio/Compositori: Brick, Gennaro Ventimiglia)
- Geolocalizzami (Testo: Lorenzo Beccati, Massimo Greggio/Compositori: Brick, Gennaro Ventimiglia)
- Influencer (Testo: Lorenzo Beccati, Massimo Greggio/Compositori: Brick, Gennaro Ventimiglia)
- Algoritmo ritmo (Testo: Lorenzo Beccati, Massimo Greggio/Compositori: Brick, Gennaro Ventimiglia)
- Tempacci! (Testo: Lorenzo Beccati, Massimo Greggio/Compositori: Brick, Gennaro Ventimiglia)
- Asintomatico (Testo: Lorenzo Beccati, Massimo Greggio/Compositori: Brick, Gennaro Ventimiglia)
- Balla che ti pass! (Testo: Lorenzo Beccati, Massimo Greggio/Compositori: Brick, Gennaro Ventimiglia)

## Discografia
- Striscia La Compilation (Compilation) (1999)
- Striscia La Compilation (1999)
- Striscia La Compilation (2001)
- Striscia La Compilation (2002)
- Striscia La Compilation (2003)
- Striscia La Compilation (2004)
- Striscia La Compilation (2005)
- Striscia La Compilation (2006)
- Striscia La Compilation - Summer Party (2006)
- Striscia La Compilation (2007)
- Veline - Striscia la Compilation (2008)
- Striscia La Compilation (2009)
- Striscia La Compilation (2010)
- Striscia La Compilation (2011)
- Striscia La Compilation (2012)
- Striscia La Compilation - Summer 2012 (2012)
- Striscia La Compilation (2013)
- Striscia La Compilation (Summer) (2013)
- Striscia La Compilation (2014)
- Striscia La Compilation (Summer) (2014)
- Striscia La Compilation (2015)
- Striscia La Compilation (Summer) (2015)
- Striscia La Compilation (2016)
- Striscia La Compilation (Summer) (2016)
- Striscia La Compilation (2017)
- Striscia La Compilation (2018)